# Kreis Delvina

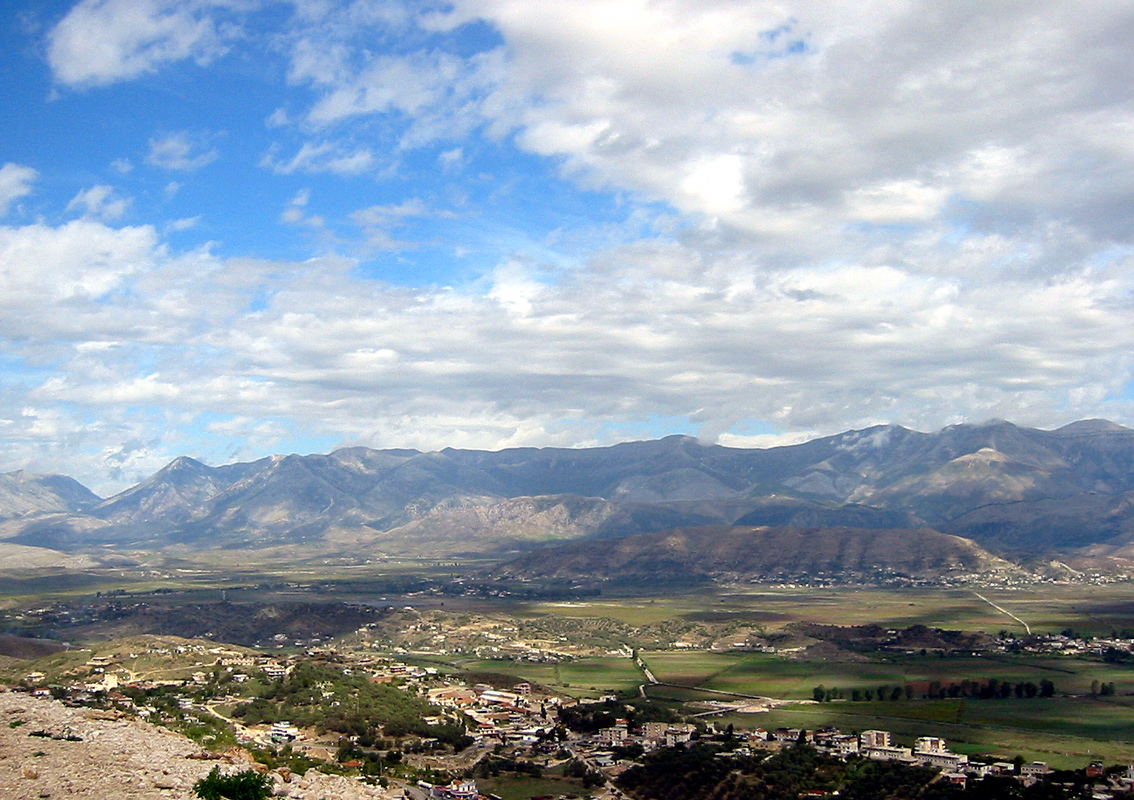
Blick von Saranda in die Berge Delvinas

Der Kreis Delvina (albanisch Rrethi i Delvinës) war einer der 36 Verwaltungskreise Albaniens, die im Sommer 2015 nach einer Verwaltungsreform aufgehoben worden sind. Das Gebiet im Süden des Landes mit einer Fläche von 367 Quadratkilometern gehörte zum Qark Vlora. Mit nicht einmal ganz 11.717 Einwohnern (2011) war er der bevölkerungsärmste Kreis des Landes. Benannt wurde der Kreis nach dem Hauptort Delvina.
Das Gebiet des Kreises Delvina befindet sich im Hinterland von Saranda, von der Meeresküste durch einen Hügelzug begrenzt und vom Drinotal durch den Gebirgszug Mali i Gjerë getrennt. Im Südwesten der Region liegt eine weite Ebene. Stark hügelig bis gebirgig sind der Norden und der Osten. Der Fluss Bistrica quert das Gebiet von Osten nach Westen.
Beinahe die Hälfte der im Bezirk Delvina lebenden Menschen zählt sich zur griechischen Minderheit. 18 von insgesamt 37 Dörfern im Bezirk sind mehrheitlich von Griechen bewohnt. Viele der Griechen und Albaner, darunter insbesondere die Jungen, sind seit dem Ende des Kommunismus aus wirtschaftlichen Gründen nach Griechenland ausgewandert: in zehn Jahren mehr als 40 Prozent der Bevölkerung. Der ganze Bezirk leidet unter diesem Bevölkerungsschwund.
Neben dem Staat gibt es kaum Arbeitgeber. Auch vom boomenden Tourismus in Saranda konnte die Region, der nicht ans Meer grenzt, noch nicht direkt profitieren. Berühmt ist die Karstquelle Syri i Kaltër (Blaues Auge), die vielen Ausflüglern als kühle Oase dient. An der Bistrica liegen einige Wasserkraftwerke.
Kulturhistorisch bedeutsam ist die Kirche Shën Kollë (St. Nikolaus) in Mesopotam, die von einigen Historikern als älteste bestehende byzantinische Kirche Albaniens bezeichnet wird, während andere sie als Bau aus dem späten 13. Jahrhundert datieren. Nicht weit entfernt davon finden sich auf einem Hügel beim Dorf Finiq die Überreste der antiken Stadt Phoinike.

## Gemeinden
Das Gebiet des Kreises ist seit 2015 in die Gemeinden (bashkia) Delvina und Finiq aufgeteilt. Letztere umfasst auch weitere von Griechen bewohnte Gemeinden, die früher zum Kreis Saranda gehörten.
| Name      | Einwohner | Gemeindeart | Gehört heute zur Bashkia |
| --------- | --------- | ----------- | ------------------------ |
| Delvina   | 5.754     | Bashkia     | Delvina                  |
| Finiq     | 1.333     | Komuna      | Finiq                    |
| Mesopotam | 2.786     | Komuna      | Finiq                    |
| Vergo     | 1.844     | Komuna      | Delvina                  |